# Settimana Coppi e Bartali de 2023
A 38.ª edição da competição de ciclismo Settimana Coppi e Bartali (chamado oficialmente: Settimana Internazionale Coppi e Bartali) foi uma corrida de ciclismo de estrada por etapas que se celebrou entre 21 e 25 de março de 2023 na Itália e a cidade de San Marino, com início na cidade de Riccione e final na cidade de Carpi, sobre uma distância total de 661,2 quilómetros.
A corrida fez parte do UCI Europe Tour de 2023, calendário ciclístico dos Circuitos Continentais da UCI, dentro da categoria 2.1 e foi vencida pela suíço Mauro Schmid do Soudal Quick-Step. Completaram o pódio, como segundo e terceiro classificado respectivamente, o britânico James Shaw e o irlandês Ben Healy, ambos do EF Education-EasyPost.

## Equipas participantes
Tomaram parte na corrida 23 equipas: 8 de categoria UCI WorldTeam convidados pela organização, 8 de categoria UCI ProTeam e 7 de categoria Continental. Formaram assim um pelotão de 153 ciclistas dos que acabaram 119. As equipas participantes foram:
| Equipes WorldTeam (8)- Astana Qazaqstan Team - Bora-Hansgrohe - EF Education-EasyPost - Ineos Grenadiers - Jumbo-Visma - Soudal Quick-Step - Team Jayco AlUla - Trek-Segafredo Equipes ProTeam (8)- Bingoal WB - Bolton Equities Black Spoke Pro Cycling - Eolo-Kometa - Green Project-Bardiani CSF-Faizanè - Israel-Premier Tech - Q36.5 Pro Cycling Team - Team Corratec - Tudor Pro Cycling Team Equipes Continentais (7)- Beltrami TSA-Tre Colli - General Store-Essegibi-F.lli Curia - GW Shimano-Sidermec - MG.K Vis Colors For Peace - Sofer-Savini Due-OMZ - Team Technipes #inEmiliaRomagna - Work Service-Vitalcare-Dynatek |
| |

## Percurso
A Settimana Coppi e Bartali dispôs de cinco etapas dividido em quatro etapas escarpadas e uma contrarrelógio individual para um percurso total de 661,2 quilómetros.
| Etapa | Data    | Percurso                            | type                      | Distância (km) | Elevação (m) | Vencedor      | Líder geral  |
| ----- | ------- | ----------------------------------- | ------------------------- | -------------- | ------------ | ------------- | ------------ |
| 1     | 21 mar. | Riccione – Riccione                 | etapa escarpada           | 161,8          | 2 878 m      | Rémi Cavagna  | Rémi Cavagna |
| 2     | 22 mar. | Riccione – Longiano                 | etapa escarpada           | 172,5          | 2 860 m      | Sean Quinn    | Mauro Schmid |
| 3     | 23 mar. | Forlì – Forlì                       | etapa escarpada           | 139,7          | 2 447 m      | Ben Healy     | Mauro Schmid |
| 4     | 24 mar. | Fiorano Modenese – Fiorano Modenese | etapa escarpada           | 168,6          | 3 268 m      | Alexis Guérin | Mauro Schmid |
| 5     | 25 mar. | Carpi – Carpi                       | contrarrelógio individual | 18,6           | 43 m         | Rémi Cavagna  | Mauro Schmid |

## Desenvolvimento da corrida

### 1.ª etapa
| Riccione - Riccione | etapa escarpada | (161,8 km) |

| \| Classificação por etapas \| Classificação por etapas \| Classificação por etapas \| Classificação por etapas \| Classificação por etapas \| \| Ciclista \| Ciclista \| Equipe \| Tempo \| \| \| ------------------------ \| ------------------------ \| ---------------------------------- \| ------------------------ \| ------------------------ \| \| 1. \| Rémi Cavagna \| Soudal Quick-Step \| 4h03m03s \| \| \| 2. \| Mauro Schmid \| Soudal Quick-Step \| + 32s \| \| \| 3. \| Rick Pluimers \| Tudor Pro Cycling Team \| + 32s \| \| \| 4. \| Loe van Belle \| Jumbo-Visma \| + 32s \| \| \| 5. \| Natnael Tesfatsion \| Trek-Segafredo \| + 32s \| \| \| 6. \| Christian Scaroni \| Astana Qazaqstan Team \| + 32s \| \| \| 7. \| Davide Gabburo \| Green Project-Bardiani CSF-Faizanè \| + 32s \| \| \| 8. \| Walter Calzoni \| Q36.5 Pro Cycling Team \| + 32s \| \| \| 9. \| Milan Vader \| Jumbo-Visma \| + 32s \| \| \| 10. \| Luc Wirtgen \| Tudor Pro Cycling Team \| + 32s \| \| |                    |                                    |          |
| |                    |                                    |          |
| |                    |                                    |          |
| Classificação por etapas |                    |                                    |          |
| Ciclista | Ciclista           | Equipe                             | Tempo    |
| 1. | Rémi Cavagna       | Soudal Quick-Step                  | 4h03m03s |
| 2. | Mauro Schmid       | Soudal Quick-Step                  | + 32s    |
| 3. | Rick Pluimers      | Tudor Pro Cycling Team             | + 32s    |
| 4. | Loe van Belle      | Jumbo-Visma                        | + 32s    |
| 5. | Natnael Tesfatsion | Trek-Segafredo                     | + 32s    |
| 6. | Christian Scaroni  | Astana Qazaqstan Team              | + 32s    |
| 7. | Davide Gabburo     | Green Project-Bardiani CSF-Faizanè | + 32s    |
| 8. | Walter Calzoni     | Q36.5 Pro Cycling Team             | + 32s    |
| 9. | Milan Vader        | Jumbo-Visma                        | + 32s    |
| 10. | Luc Wirtgen        | Tudor Pro Cycling Team             | + 32s    |

| \| Classificação geral \| Classificação geral \| Classificação geral \| Classificação geral \| Classificação geral \| \| Ciclista \| Ciclista \| Equipe \| Tempo \| \| \| ------------------- \| ------------------- \| ---------------------------------- \| ------------------- \| ------------------- \| \| 1. \| Rémi Cavagna \| Soudal Quick-Step \| 4h02m53s \| \| \| 2. \| Mauro Schmid \| Soudal Quick-Step \| + 36s \| \| \| 3. \| Rick Pluimers \| Tudor Pro Cycling Team \| + 38s \| \| \| 4. \| Loe van Belle \| Jumbo-Visma \| + 42s \| \| \| 5. \| Natnael Tesfatsion \| Trek-Segafredo \| + 42s \| \| \| 6. \| Christian Scaroni \| Astana Qazaqstan Team \| + 42s \| \| \| 7. \| Davide Gabburo \| Green Project-Bardiani CSF-Faizanè \| + 42s \| \| \| 8. \| Walter Calzoni \| Q36.5 Pro Cycling Team \| + 42s \| \| \| 9. \| Milan Vader \| Jumbo-Visma \| + 42s \| \| \| 10. \| Luc Wirtgen \| Tudor Pro Cycling Team \| + 42s \| \| |                    |                                    |          |
| |                    |                                    |          |
| |                    |                                    |          |
| Classificação geral |                    |                                    |          |
| Ciclista | Ciclista           | Equipe                             | Tempo    |
| 1. | Rémi Cavagna       | Soudal Quick-Step                  | 4h02m53s |
| 2. | Mauro Schmid       | Soudal Quick-Step                  | + 36s    |
| 3. | Rick Pluimers      | Tudor Pro Cycling Team             | + 38s    |
| 4. | Loe van Belle      | Jumbo-Visma                        | + 42s    |
| 5. | Natnael Tesfatsion | Trek-Segafredo                     | + 42s    |
| 6. | Christian Scaroni  | Astana Qazaqstan Team              | + 42s    |
| 7. | Davide Gabburo     | Green Project-Bardiani CSF-Faizanè | + 42s    |
| 8. | Walter Calzoni     | Q36.5 Pro Cycling Team             | + 42s    |
| 9. | Milan Vader        | Jumbo-Visma                        | + 42s    |
| 10. | Luc Wirtgen        | Tudor Pro Cycling Team             | + 42s    |

### 2.ª etapa
| Riccione - Longiano | etapa escarpada | (172,5 km) |

| \| Classificação por etapas \| Classificação por etapas \| Classificação por etapas \| Classificação por etapas \| Classificação por etapas \| \| Ciclista \| Ciclista \| Equipe \| Tempo \| \| \| ------------------------ \| ------------------------ \| ------------------------ \| ------------------------ \| ------------------------ \| \| 1. \| Sean Quinn \| EF Education-EasyPost \| 4h18m42s \| \| \| 2. \| Mauro Schmid \| Soudal Quick-Step \| + 0s \| \| \| 3. \| Walter Calzoni \| Q36.5 Pro Cycling Team \| + 0s \| \| \| 4. \| James Shaw \| EF Education-EasyPost \| + 0s \| \| \| 5. \| Gianluca Brambilla \| Q36.5 Pro Cycling Team \| + 3s \| \| \| 6. \| Thomas Gloag \| Jumbo-Visma \| + 13s \| \| \| 7. \| Florian Lipowitz \| Bora-Hansgrohe \| + 24s \| \| \| 8. \| Mark Padun \| EF Education-EasyPost \| + 34s \| \| \| 9. \| James Knox \| Soudal Quick-Step \| + 34s \| \| \| 10. \| Domenico Pozzovivo \| Israel-Premier Tech \| + 56s \| \| |                    |                        |          |
| |                    |                        |          |
| |                    |                        |          |
| Classificação por etapas |                    |                        |          |
| Ciclista | Ciclista           | Equipe                 | Tempo    |
| 1. | Sean Quinn         | EF Education-EasyPost  | 4h18m42s |
| 2. | Mauro Schmid       | Soudal Quick-Step      | + 0s     |
| 3. | Walter Calzoni     | Q36.5 Pro Cycling Team | + 0s     |
| 4. | James Shaw         | EF Education-EasyPost  | + 0s     |
| 5. | Gianluca Brambilla | Q36.5 Pro Cycling Team | + 3s     |
| 6. | Thomas Gloag       | Jumbo-Visma            | + 13s    |
| 7. | Florian Lipowitz   | Bora-Hansgrohe         | + 24s    |
| 8. | Mark Padun         | EF Education-EasyPost  | + 34s    |
| 9. | James Knox         | Soudal Quick-Step      | + 34s    |
| 10. | Domenico Pozzovivo | Israel-Premier Tech    | + 56s    |

| \| Classificação geral \| Classificação geral \| Classificação geral \| Classificação geral \| Classificação geral \| \| Ciclista \| Ciclista \| Equipe \| Tempo \| \| \| ------------------- \| ------------------- \| ---------------------- \| ------------------- \| ------------------- \| \| 1. \| Mauro Schmid \| Soudal Quick-Step \| 8h22m05s \| \| \| 2. \| Sean Quinn \| EF Education-EasyPost \| + 2s \| \| \| 3. \| Walter Calzoni \| Q36.5 Pro Cycling Team \| + 8s \| \| \| 4. \| James Shaw \| EF Education-EasyPost \| + 12s \| \| \| 5. \| Gianluca Brambilla \| Q36.5 Pro Cycling Team \| + 15s \| \| \| 6. \| Mark Padun \| EF Education-EasyPost \| + 1m05s \| \| \| 7. \| James Knox \| Soudal Quick-Step \| + 1m08s \| \| \| 8. \| Domenico Pozzovivo \| Israel-Premier Tech \| + 1m08s \| \| \| 9. \| Stefan de Bod \| EF Education-EasyPost \| + 1m08s \| \| \| 10. \| Christian Scaroni \| Astana Qazaqstan Team \| + 1m10s \| \| |                    |                        |          |
| |                    |                        |          |
| |                    |                        |          |
| Classificação geral |                    |                        |          |
| Ciclista | Ciclista           | Equipe                 | Tempo    |
| 1. | Mauro Schmid       | Soudal Quick-Step      | 8h22m05s |
| 2. | Sean Quinn         | EF Education-EasyPost  | + 2s     |
| 3. | Walter Calzoni     | Q36.5 Pro Cycling Team | + 8s     |
| 4. | James Shaw         | EF Education-EasyPost  | + 12s    |
| 5. | Gianluca Brambilla | Q36.5 Pro Cycling Team | + 15s    |
| 6. | Mark Padun         | EF Education-EasyPost  | + 1m05s  |
| 7. | James Knox         | Soudal Quick-Step      | + 1m08s  |
| 8. | Domenico Pozzovivo | Israel-Premier Tech    | + 1m08s  |
| 9. | Stefan de Bod      | EF Education-EasyPost  | + 1m08s  |
| 10. | Christian Scaroni  | Astana Qazaqstan Team  | + 1m10s  |

### 3.ª etapa
| Forlì - Forlì | etapa escarpada | (139,7 km) |

| \| Classificação por etapas \| Classificação por etapas \| Classificação por etapas \| Classificação por etapas \| Classificação por etapas \| \| Ciclista \| Ciclista \| Equipe \| Tempo \| \| \| ------------------------ \| ------------------------ \| ------------------------ \| ------------------------ \| ------------------------ \| \| 1. \| Ben Healy \| EF Education-EasyPost \| 3h29m06s \| \| \| 2. \| Domenico Pozzovivo \| Israel-Premier Tech \| + 0s \| \| \| 3. \| Mark Padun \| EF Education-EasyPost \| + 0s \| \| \| 4. \| Felix Engelhardt \| Team Jayco AlUla \| + 25s \| \| \| 5. \| Mauro Schmid \| Soudal Quick-Step \| + 25s \| \| \| 6. \| Walter Calzoni \| Q36.5 Pro Cycling Team \| + 25s \| \| \| 7. \| Natnael Tesfatsion \| Trek-Segafredo \| + 25s \| \| \| 8. \| Milan Vader \| Jumbo-Visma \| + 25s \| \| \| 9. \| Leo Hayter \| Ineos Grenadiers \| + 25s \| \| \| 10. \| Floris De Tier \| Bingoal WB \| + 25s \| \| |                    |                        |          |
| |                    |                        |          |
| |                    |                        |          |
| Classificação por etapas |                    |                        |          |
| Ciclista | Ciclista           | Equipe                 | Tempo    |
| 1. | Ben Healy          | EF Education-EasyPost  | 3h29m06s |
| 2. | Domenico Pozzovivo | Israel-Premier Tech    | + 0s     |
| 3. | Mark Padun         | EF Education-EasyPost  | + 0s     |
| 4. | Felix Engelhardt   | Team Jayco AlUla       | + 25s    |
| 5. | Mauro Schmid       | Soudal Quick-Step      | + 25s    |
| 6. | Walter Calzoni     | Q36.5 Pro Cycling Team | + 25s    |
| 7. | Natnael Tesfatsion | Trek-Segafredo         | + 25s    |
| 8. | Milan Vader        | Jumbo-Visma            | + 25s    |
| 9. | Leo Hayter         | Ineos Grenadiers       | + 25s    |
| 10. | Floris De Tier     | Bingoal WB             | + 25s    |

| \| Classificação geral \| Classificação geral \| Classificação geral \| Classificação geral \| Classificação geral \| \| Ciclista \| Ciclista \| Equipe \| Tempo \| \| \| ------------------- \| ------------------- \| ---------------------- \| ------------------- \| ------------------- \| \| 1. \| Mauro Schmid \| Soudal Quick-Step \| 11h51m36s \| \| \| 2. \| Walter Calzoni \| Q36.5 Pro Cycling Team \| + 8s \| \| \| 3. \| James Shaw \| EF Education-EasyPost \| + 12s \| \| \| 4. \| Gianluca Brambilla \| Q36.5 Pro Cycling Team \| + 15s \| \| \| 5. \| Mark Padun \| EF Education-EasyPost \| + 36s \| \| \| 6. \| Domenico Pozzovivo \| Israel-Premier Tech \| + 37s \| \| \| 7. \| Ben Healy \| EF Education-EasyPost \| + 38s \| \| \| 8. \| Sean Quinn \| EF Education-EasyPost \| + 57s \| \| \| 9. \| Natnael Tesfatsion \| Trek-Segafredo \| + 1m10s \| \| \| 10. \| Felix Engelhardt \| Team Jayco AlUla \| + 1m13s \| \| |                    |                        |           |
| |                    |                        |           |
| |                    |                        |           |
| Classificação geral |                    |                        |           |
| Ciclista | Ciclista           | Equipe                 | Tempo     |
| 1. | Mauro Schmid       | Soudal Quick-Step      | 11h51m36s |
| 2. | Walter Calzoni     | Q36.5 Pro Cycling Team | + 8s      |
| 3. | James Shaw         | EF Education-EasyPost  | + 12s     |
| 4. | Gianluca Brambilla | Q36.5 Pro Cycling Team | + 15s     |
| 5. | Mark Padun         | EF Education-EasyPost  | + 36s     |
| 6. | Domenico Pozzovivo | Israel-Premier Tech    | + 37s     |
| 7. | Ben Healy          | EF Education-EasyPost  | + 38s     |
| 8. | Sean Quinn         | EF Education-EasyPost  | + 57s     |
| 9. | Natnael Tesfatsion | Trek-Segafredo         | + 1m10s   |
| 10. | Felix Engelhardt   | Team Jayco AlUla       | + 1m13s   |

### 4.ª etapa
| Fiorano Modenese - Fiorano Modenese | etapa escarpada | (168,6 km) |

| \| Classificação por etapas \| Classificação por etapas \| Classificação por etapas \| Classificação por etapas \| Classificação por etapas \| \| Ciclista \| Ciclista \| Equipe \| Tempo \| \| \| ------------------------ \| ------------------------ \| --------------------------------------- \| ------------------------ \| ------------------------ \| \| 1. \| Alexis Guérin \| Bingoal WB \| 4h05m29s \| \| \| 2. \| Mauro Schmid \| Soudal Quick-Step \| + 3s \| \| \| 3. \| James Shaw \| EF Education-EasyPost \| + 3s \| \| \| 4. \| Johannes Staune-Mittet \| Jumbo-Visma \| + 3s \| \| \| 5. \| Domenico Pozzovivo \| Israel-Premier Tech \| + 3s \| \| \| 6. \| Ben Healy \| EF Education-EasyPost \| + 3s \| \| \| 7. \| Felix Engelhardt \| Team Jayco AlUla \| + 17s \| \| \| 8. \| Mark Stewart \| Bolton Equities Black Spoke Pro Cycling \| + 17s \| \| \| 9. \| Davide Gabburo \| Green Project-Bardiani CSF-Faizanè \| + 17s \| \| \| 10. \| Natnael Tesfatsion \| Trek-Segafredo \| + 17s \| \| |                        |                                         |          |
| |                        |                                         |          |
| |                        |                                         |          |
| Classificação por etapas |                        |                                         |          |
| Ciclista | Ciclista               | Equipe                                  | Tempo    |
| 1. | Alexis Guérin          | Bingoal WB                              | 4h05m29s |
| 2. | Mauro Schmid           | Soudal Quick-Step                       | + 3s     |
| 3. | James Shaw             | EF Education-EasyPost                   | + 3s     |
| 4. | Johannes Staune-Mittet | Jumbo-Visma                             | + 3s     |
| 5. | Domenico Pozzovivo     | Israel-Premier Tech                     | + 3s     |
| 6. | Ben Healy              | EF Education-EasyPost                   | + 3s     |
| 7. | Felix Engelhardt       | Team Jayco AlUla                        | + 17s    |
| 8. | Mark Stewart           | Bolton Equities Black Spoke Pro Cycling | + 17s    |
| 9. | Davide Gabburo         | Green Project-Bardiani CSF-Faizanè      | + 17s    |
| 10. | Natnael Tesfatsion     | Trek-Segafredo                          | + 17s    |

| \| Classificação geral \| Classificação geral \| Classificação geral \| Classificação geral \| Classificação geral \| \| Ciclista \| Ciclista \| Equipe \| Tempo \| \| \| ------------------- \| ---------------------- \| ---------------------- \| ------------------- \| ------------------- \| \| 1. \| Mauro Schmid \| Soudal Quick-Step \| 15h57m02s \| \| \| 2. \| James Shaw \| EF Education-EasyPost \| + 14s \| \| \| 3. \| Walter Calzoni \| Q36.5 Pro Cycling Team \| + 28s \| \| \| 4. \| Gianluca Brambilla \| Q36.5 Pro Cycling Team \| + 35s \| \| \| 5. \| Domenico Pozzovivo \| Israel-Premier Tech \| + 43s \| \| \| 6. \| Ben Healy \| EF Education-EasyPost \| + 44s \| \| \| 7. \| Mark Padun \| EF Education-EasyPost \| + 56s \| \| \| 8. \| Sean Quinn \| EF Education-EasyPost \| + 1m17s \| \| \| 9. \| Johannes Staune-Mittet \| Jumbo-Visma \| + 1m19s \| \| \| 10. \| Natnael Tesfatsion \| Trek-Segafredo \| + 1m30s \| \| |                        |                        |           |
| |                        |                        |           |
| |                        |                        |           |
| Classificação geral |                        |                        |           |
| Ciclista | Ciclista               | Equipe                 | Tempo     |
| 1. | Mauro Schmid           | Soudal Quick-Step      | 15h57m02s |
| 2. | James Shaw             | EF Education-EasyPost  | + 14s     |
| 3. | Walter Calzoni         | Q36.5 Pro Cycling Team | + 28s     |
| 4. | Gianluca Brambilla     | Q36.5 Pro Cycling Team | + 35s     |
| 5. | Domenico Pozzovivo     | Israel-Premier Tech    | + 43s     |
| 6. | Ben Healy              | EF Education-EasyPost  | + 44s     |
| 7. | Mark Padun             | EF Education-EasyPost  | + 56s     |
| 8. | Sean Quinn             | EF Education-EasyPost  | + 1m17s   |
| 9. | Johannes Staune-Mittet | Jumbo-Visma            | + 1m19s   |
| 10. | Natnael Tesfatsion     | Trek-Segafredo         | + 1m30s   |

### 5.ª etapa
| Carpi - Carpi | contrarrelógio individual | (18,6 km) |

| \| Classificação por etapas \| Classificação por etapas \| Classificação por etapas \| Classificação por etapas \| Classificação por etapas \| \| Ciclista \| Ciclista \| Equipe \| Tempo \| \| \| ------------------------ \| ------------------------ \| ------------------------ \| ------------------------ \| ------------------------ \| \| 1. \| Rémi Cavagna \| Soudal Quick-Step \| 22m12s \| \| \| 2. \| Michael Hepburn \| Team Jayco AlUla \| + 18s \| \| \| 3. \| Ben Healy \| EF Education-EasyPost \| + 19s \| \| \| 4. \| Joel Suter \| Tudor Pro Cycling Team \| + 25s \| \| \| 5. \| Leo Hayter \| Ineos Grenadiers \| + 27s \| \| \| 6. \| Josef Černý \| Soudal Quick-Step \| + 29s \| \| \| 7. \| Mathias Vacek \| Trek-Segafredo \| + 35s \| \| \| 8. \| Mauro Schmid \| Soudal Quick-Step \| + 41s \| \| \| 9. \| Michael Leonard \| Ineos Grenadiers \| + 42s \| \| \| 10. \| James Shaw \| EF Education-EasyPost \| + 43s \| \| |                 |                        |        |
| |                 |                        |        |
| |                 |                        |        |
| Classificação por etapas |                 |                        |        |
| Ciclista | Ciclista        | Equipe                 | Tempo  |
| 1. | Rémi Cavagna    | Soudal Quick-Step      | 22m12s |
| 2. | Michael Hepburn | Team Jayco AlUla       | + 18s  |
| 3. | Ben Healy       | EF Education-EasyPost  | + 19s  |
| 4. | Joel Suter      | Tudor Pro Cycling Team | + 25s  |
| 5. | Leo Hayter      | Ineos Grenadiers       | + 27s  |
| 6. | Josef Černý     | Soudal Quick-Step      | + 29s  |
| 7. | Mathias Vacek   | Trek-Segafredo         | + 35s  |
| 8. | Mauro Schmid    | Soudal Quick-Step      | + 41s  |
| 9. | Michael Leonard | Ineos Grenadiers       | + 42s  |
| 10. | James Shaw      | EF Education-EasyPost  | + 43s  |

## Classificações finais
- As classificações finalizaram da seguinte forma:[1]

### Classificação geral
| \| Classificação geral \| Classificação geral \| Classificação geral \| Classificação geral \| Classificação geral \| \| Ciclista \| Ciclista \| Equipe \| Tempo \| \| \| ------------------- \| ------------------- \| ---------------------- \| ------------------- \| ------------------- \| \| 1. \| Mauro Schmid \| Soudal Quick-Step \| 16h19m55s \| \| \| 2. \| James Shaw \| EF Education-EasyPost \| + 16s \| \| \| 3. \| Ben Healy \| EF Education-EasyPost \| + 22s \| \| \| 4. \| Mark Padun \| EF Education-EasyPost \| + 1m06s \| \| \| 5. \| Leo Hayter \| Ineos Grenadiers \| + 1m19s \| \| \| 6. \| Domenico Pozzovivo \| Israel-Premier Tech \| + 1m35s \| \| \| 7. \| Ben Zwiehoff \| Bora-Hansgrohe \| + 1m52s \| \| \| 8. \| Sean Quinn \| EF Education-EasyPost \| + 1m55s \| \| \| 9. \| Walter Calzoni \| Q36.5 Pro Cycling Team \| + 1m57s \| \| \| 10. \| Gianluca Brambilla \| Q36.5 Pro Cycling Team \| + 2m10s \| \| |                    |                        |           |
| |                    |                        |           |
| Fonte: ProCyclingStats |                    |                        |           |
| Classificação geral |                    |                        |           |
| Ciclista | Ciclista           | Equipe                 | Tempo     |
| 1. | Mauro Schmid       | Soudal Quick-Step      | 16h19m55s |
| 2. | James Shaw         | EF Education-EasyPost  | + 16s     |
| 3. | Ben Healy          | EF Education-EasyPost  | + 22s     |
| 4. | Mark Padun         | EF Education-EasyPost  | + 1m06s   |
| 5. | Leo Hayter         | Ineos Grenadiers       | + 1m19s   |
| 6. | Domenico Pozzovivo | Israel-Premier Tech    | + 1m35s   |
| 7. | Ben Zwiehoff       | Bora-Hansgrohe         | + 1m52s   |
| 8. | Sean Quinn         | EF Education-EasyPost  | + 1m55s   |
| 9. | Walter Calzoni     | Q36.5 Pro Cycling Team | + 1m57s   |
| 10. | Gianluca Brambilla | Q36.5 Pro Cycling Team | + 2m10s   |

### Classificação dos pontos
| Classificação por pontos | Classificação por pontos | Classificação por pontos | Classificação por pontos | Classificação por pontos |
| Ciclista                 | Ciclista                 | Equipe                   | Pontos                   |                          |
| ------------------------ | ------------------------ | ------------------------ | ------------------------ | ------------------------ |
| 1.                       | Mauro Schmid             | Soudal Quick-Step        | 28 pts                   |                          |
| 2.                       | Ben Healy                | EF Education-EasyPost    | 13 pts                   |                          |
| 3.                       | Domenico Pozzovivo       | Israel-Premier Tech      | 12 pts                   |                          |
| 4.                       | James Shaw               | EF Education-EasyPost    | 11 pts                   |                          |
| 5.                       | Rémi Cavagna             | Soudal Quick-Step        | 10 pts                   |                          |
| 6.                       | Sean Quinn               | EF Education-EasyPost    | 10 pts                   |                          |
| 7.                       | Alexis Guérin            | Bingoal WB               | 10 pts                   |                          |
| 8.                       | Walter Calzoni           | Q36.5 Pro Cycling Team   | 10 pts                   |                          |
| 9.                       | Mark Padun               | EF Education-EasyPost    | 7 pts                    |                          |
| 10.                      | Felix Engelhardt         | Team Jayco AlUla         | 7 pts                    |                          |

### Classificação da montanha
| Classificação da montanha | Classificação da montanha | Classificação da montanha          | Classificação da montanha | Classificação da montanha |
| Ciclista                  | Ciclista                  | Equipe                             | Pontos                    |                           |
| ------------------------- | ------------------------- | ---------------------------------- | ------------------------- | ------------------------- |
| 1.                        | Alexis Guérin             | Bingoal WB                         | 28 pts                    |                           |
| 2.                        | Lennert Teugels           | Bingoal WB                         | 24 pts                    |                           |
| 3.                        | Marco Murgano             | Team Corratec                      | 23 pts                    |                           |
| 4.                        | Jhonatan Restrepo         | GW Shimano-Sidermec                | 16 pts                    |                           |
| 5.                        | Ben Healy                 | EF Education-EasyPost              | 14 pts                    |                           |
| 6.                        | Andrea Garosio            | Eolo-Kometa                        | 12 pts                    |                           |
| 7.                        | Florian Lipowitz          | Bora-Hansgrohe                     | 10 pts                    |                           |
| 8.                        | Alessandro Fancellu       | Eolo-Kometa                        | 10 pts                    |                           |
| 9.                        | Veljko Stojnić            | Team Corratec                      | 8 pts                     |                           |
| 10.                       | Luca Covili               | Green Project-Bardiani CSF-Faizanè | 8 pts                     |                           |

### Classificação dos jovens
| Classificação dos jovens | Classificação dos jovens | Classificação dos jovens | Classificação dos jovens | Classificação dos jovens |
| Ciclista                 | Ciclista                 | Equipe                   | Tempo                    |                          |
| ------------------------ | ------------------------ | ------------------------ | ------------------------ | ------------------------ |
| 1.                       | Ben Healy                | EF Education-EasyPost    | 16h20m17s                |                          |
| 2.                       | Leo Hayter               | Ineos Grenadiers         | + 57s                    |                          |
| 3.                       | Sean Quinn               | EF Education-EasyPost    | + 1m33s                  |                          |
| 4.                       | Walter Calzoni           | Q36.5 Pro Cycling Team   | + 1m35s                  |                          |
| 5.                       | Tijmen Graat             | Jumbo-Visma              | + 1m50s                  |                          |
| 6.                       | Felix Engelhardt         | Team Jayco AlUla         | + 1m59s                  |                          |
| 7.                       | Johannes Staune-Mittet   | Jumbo-Visma              | + 2m31s                  |                          |
| 8.                       | Fernando Tercero         | Eolo-Kometa              | + 2m46s                  |                          |
| 9.                       | Davide Piganzoli         | Eolo-Kometa              | + 4m43s                  |                          |
| 10.                      | Florian Lipowitz         | Bora-Hansgrohe           | + 5m17s                  |                          |

### Classificação por equipas
| Classificação por equipes | Classificação por equipes          | Classificação por equipes | Classificação por equipes |
| Equipe                    | Equipe                             | Tempo                     |                           |
| ------------------------- | ---------------------------------- | ------------------------- | ------------------------- |
| 1.                        | EF Education-EasyPost              | 49h00m46s                 |                           |
| 2.                        | Jumbo-Visma                        | + 6m30s                   |                           |
| 3.                        | Green Project-Bardiani CSF-Faizanè | + 12m10s                  |                           |
| 4.                        | Soudal Quick-Step                  | + 13m19s                  |                           |
| 5.                        | Eolo-Kometa                        | + 14m34s                  |                           |

## Evolução das classificações
| Etapa |                           | Vencedor _    | Classificação geral | Prêmio por pontos | Prêmio de montanha | Juventude      | Equipes _             |
| ----- | ------------------------- | ------------- | ------------------- | ----------------- | ------------------ | -------------- | --------------------- |
| 1     | etapa escarpada           | Rémi Cavagna  | Rémi Cavagna        | Rémi Cavagna      | Didier Merchán     | Rick Pluimers  | Soudal Quick-Step     |
| 2     | etapa escarpada           | Sean Quinn    | Mauro Schmid        | Mauro Schmid      | Marco Murgano      | Sean Quinn     | EF Education-EasyPost |
| 3     | etapa escarpada           | Ben Healy     | Mauro Schmid        | Mauro Schmid      | Marco Murgano      | Walter Calzoni | EF Education-EasyPost |
| 4     | etapa escarpada           | Alexis Guérin | Mauro Schmid        | Mauro Schmid      | Alexis Guérin      | Walter Calzoni | EF Education-EasyPost |
| 5     | contrarrelógio individual | Rémi Cavagna  | Mauro Schmid        | Mauro Schmid      | Alexis Guérin      | Ben Healy      | EF Education-EasyPost |
| Final | Final                     |               | Mauro Schmid        | Mauro Schmid      | Alexis Guérin      | Ben Healy      | EF Education-EasyPost |

## Ciclistas participantes e posições finais
| Ineos Grenadiers IGD | Ineos Grenadiers IGD  | Ineos Grenadiers IGD |
| -------------------- | --------------------- | -------------------- |
| Num                  | Ciclista              | Pos                  |
| 1                    | Cameron Wurf (AUS)    | 75.                  |
| 2                    | Luke Rowe (GBR)       | 76.                  |
| 3                    | Brandon Rivera (COL)  | 28.                  |
| 4                    | Elia Viviani (ITA)    | 90.                  |
| 5                    | Michael Leonard (CAN) | 86.                  |
| 6                    | Leo Hayter (GBR)      | 5.                   |

| Astana Qazaqstan Team AST | Astana Qazaqstan Team AST   | Astana Qazaqstan Team AST |
| ------------------------- | --------------------------- | ------------------------- |
| Num                       | Ciclista                    | Pos                       |
| 11                        | Yuriy Natarov (KAZ)         | 94.                       |
| 12                        | Manuele Boaro (ITA)         | 74.                       |
| 13                        | Antonio Nibali (ITA)        | 59.                       |
| 14                        | Aleksandr Riabushenko (BLR) | 107.                      |
| 15                        | Gleb Brussenskiy (KAZ)      | DNF-2                     |
| 16                        | Christian Scaroni (ITA)     | 37.                       |
| 17                        | Igor Chzhan (KAZ)           | 49.                       |

| Bora-Hansgrohe BOH | Bora-Hansgrohe BOH     | Bora-Hansgrohe BOH |
| ------------------ | ---------------------- | ------------------ |
| Num                | Ciclista               | Pos                |
| 21                 | Matthew Walls (GBR)    | 103.               |
| 22                 | Ben Zwiehoff (GER)     | 7.                 |
| 23                 | Giovanni Aleotti (ITA) | DNF-1              |
| 24                 | Patrick Gamper (AUT)   | 48.                |
| 25                 | Luis-Joe Lührs (GER)   | 41.                |
| 26                 | Florian Lipowitz (GER) | 23.                |

| EF Education-EasyPost EFE | EF Education-EasyPost EFE | EF Education-EasyPost EFE |
| ------------------------- | ------------------------- | ------------------------- |
| Num                       | Ciclista                  | Pos                       |
| 31                        | Marc Pritzen (RSA)        | 92.                       |
| 32                        | Sean Quinn (USA)          | 8.                        |
| 33                        | James Shaw (GBR)          | 2.                        |
| 34                        | Mark Padun (UKR)          | 4.                        |
| 35                        | Georg Steinhauser (GER)   | 70.                       |
| 36                        | Ben Healy (IRL)           | 3.                        |
| 37                        | Stefan de Bod (RSA)       | 34.                       |

| Jumbo-Visma TJV | Jumbo-Visma TJV              | Jumbo-Visma TJV |
| --------------- | ---------------------------- | --------------- |
| Num             | Ciclista                     | Pos             |
| 42              | Gijs Leemreize (NED)         | 20.             |
| 43              | Milan Vader (NED)            | 21.             |
| 44              | Loe van Belle (NED)          | 52.             |
| 45              | Johannes Staune-Mittet (NOR) | 15.             |
| 46              | Thomas Gloag (GBR)           | DNF-3           |
| 47              | Tijmen Graat (NED)           | 11.             |

| Soudal Quick-Step SOQ | Soudal Quick-Step SOQ       | Soudal Quick-Step SOQ |
| --------------------- | --------------------------- | --------------------- |
| Num                   | Ciclista                    | Pos                   |
| 51                    | Josef Černý (CZE)           | 96.                   |
| 52                    | James Knox (GBR)            | 16.                   |
| 53                    | Mauro Schmid (SUI)          | 1.                    |
| 54                    | Stan Van Tricht (BEL)       | DNF-4                 |
| 55                    | Martin Svrček (SVK)         | 56.                   |
| 56                    | Rémi Cavagna (FRA)          | 38.                   |
| 57                    | William Junior Lecerf (BEL) | 39.                   |

| Team Jayco AlUla JAY | Team Jayco AlUla JAY   | Team Jayco AlUla JAY |
| -------------------- | ---------------------- | -------------------- |
| Num                  | Ciclista               | Pos                  |
| 61                   | Michael Hepburn (AUS)  | 80.                  |
| 62                   | Lawson Craddock (USA)  | 50.                  |
| 63                   | Felix Engelhardt (GER) | 12.                  |
| 64                   | Rudy Porter (AUS)      | 27.                  |
| 65                   | Jesús David Peña (COL) | DNF-4                |

| Trek-Segafredo TFS | Trek-Segafredo TFS           | Trek-Segafredo TFS |
| ------------------ | ---------------------------- | ------------------ |
| Num                | Ciclista                     | Pos                |
| 71                 | Amanuel Gebrezgabihier (ERI) | 40.                |
| 72                 | Tony Gallopin (FRA)          | 30.                |
| 73                 | Asbjørn Hellemose (DEN)      | DNF-1              |
| 74                 | Mathias Vacek (CZE)          | 36.                |
| 75                 | Natnael Tesfatsion (ERI)     | 13.                |

| Bingoal WB BWB | Bingoal WB BWB            | Bingoal WB BWB |
| -------------- | ------------------------- | -------------- |
| Num            | Ciclista                  | Pos            |
| 81             | Dimitri Peyskens (BEL)    | 58.            |
| 82             | Rémy Mertz (BEL)          | 60.            |
| 83             | Marco Tizza (ITA)         | 46.            |
| 84             | Floris De Tier (BEL)      | 18.            |
| 85             | Alexis Guérin (FRA)       | 42.            |
| 86             | Lennert Teugels (BEL)     | 35.            |
| 87             | Aaron Van der Beken (BEL) | 73.            |

| Bolton Equities Black Spoke Pro Cycling BEB | Bolton Equities Black Spoke Pro Cycling BEB | Bolton Equities Black Spoke Pro Cycling BEB |
| ------------------------------------------- | ------------------------------------------- | ------------------------------------------- |
| Num                                         | Ciclista                                    | Pos                                         |
| 91                                          | James Fouché (NZL)                          | 63.                                         |
| 92                                          | Logan Currie (NZL)                          | NP-2                                        |
| 93                                          | Ollie Jones (NZL)                           | DNF-1                                       |
| 94                                          | Josh Kench (NZL)                            | 102.                                        |
| 95                                          | Bailey O'Donnell (NZL)                      | DNF-3                                       |
| 96                                          | James Oram (NZL)                            | 64.                                         |
| 97                                          | Mark Stewart (GBR)                          | 25.                                         |

| Eolo-Kometa EOK | Eolo-Kometa EOK           | Eolo-Kometa EOK |
| --------------- | ------------------------- | --------------- |
| Num             | Ciclista                  | Pos             |
| 101             | Alessandro Fancellu (ITA) | 67.             |
| 102             | Francesco Gavazzi (ITA)   | DNF-4           |
| 103             | Álex Martín (ESP)         | 26.             |
| 104             | Davide Piganzoli (ITA)    | 22.             |
| 105             | Andrea Garosio (ITA)      | 44.             |
| 106             | Simone Raccani (ITA)      | 72.             |
| 107             | Fernando Tercero (ESP)    | 17.             |

| Green Project-Bardiani CSF-Faizanè BCF | Green Project-Bardiani CSF-Faizanè BCF | Green Project-Bardiani CSF-Faizanè BCF |
| -------------------------------------- | -------------------------------------- | -------------------------------------- |
| Num                                    | Ciclista                               | Pos                                    |
| 111                                    | Davide Gabburo (ITA)                   | 19.                                    |
| 112                                    | Luca Covili (ITA)                      | 14.                                    |
| 113                                    | Omar El Gouzi (MAR)                    | 54.                                    |
| 114                                    | Alessandro Pinarello (ITA)             | 43.                                    |
| 115                                    | Alessio Martinelli (ITA)               | 32.                                    |
| 116                                    | Alessandro Santaromita (ITA)           | 71.                                    |
| 117                                    | Henok Mulubrhan (ERI)                  | NP-5                                   |

| Israel-Premier Tech IPT | Israel-Premier Tech IPT  | Israel-Premier Tech IPT |
| ----------------------- | ------------------------ | ----------------------- |
| Num                     | Ciclista                 | Pos                     |
| 121                     | Ben Hermans (BEL)        | 24.                     |
| 122                     | Omer Goldstein (ISR)     | 51.                     |
| 124                     | Marco Frigo (ITA)        | 33.                     |
| 125                     | Alastair MacKellar (AUS) | 84.                     |
| 126                     | Nadav Raisberg (ISR)     | 82.                     |
| 127                     | Domenico Pozzovivo (ITA) | 6.                      |

| Q36.5 Pro Cycling Team Q36 | Q36.5 Pro Cycling Team Q36 | Q36.5 Pro Cycling Team Q36 |
| -------------------------- | -------------------------- | -------------------------- |
| Num                        | Ciclista                   | Pos                        |
| 131                        | Corey Davis (USA)          | 105.                       |
| 132                        | Gianluca Brambilla (ITA)   | 10.                        |
| 133                        | Marcel Camprubí (ESP)      | DNF-3                      |
| 134                        | Carl Fredrik Hagen (NOR)   | NP-2                       |
| 135                        | Walter Calzoni (ITA)       | 9.                         |
| 136                        | Cyrus Monk (AUS)           | 65.                        |
| 137                        | Antonio Puppio (ITA)       | 93.                        |

| Team Corratec COR | Team Corratec COR       | Team Corratec COR |
| ----------------- | ----------------------- | ----------------- |
| Num               | Ciclista                | Pos               |
| 141               | Veljko Stojnić (SRB)    | 85.               |
| 142               | Marco Murgano (ITA)     | 89.               |
| 143               | Stefano Gandin (ITA)    | DNF-3             |
| 144               | Charlie Quaterman (GBR) | 111.              |
| 145               | Karel Vacek (CZE)       | 78.               |
| 146               | Etienne van Empel (NED) | NP-5              |
| 147               | Valerio Conti (ITA)     | DNF-2             |

| Tudor Pro Cycling Team TUD | Tudor Pro Cycling Team TUD | Tudor Pro Cycling Team TUD |
| -------------------------- | -------------------------- | -------------------------- |
| Num                        | Ciclista                   | Pos                        |
| 151                        | Aloïs Charrin (FRA)        | 62.                        |
| 152                        | Rick Pluimers (NED)        | 47.                        |
| 153                        | Joel Suter (SUI)           | 69.                        |
| 154                        | Roland Thalmann (SUI)      | 88.                        |
| 155                        | Luc Wirtgen (LUX)          | 31.                        |
| 156                        | Hannes Wilksch (GER)       | 45.                        |
| 157                        | Fabian Weiss (SUI)         | 57.                        |

| Beltrami TSA-Tre Colli BTC | Beltrami TSA-Tre Colli BTC | Beltrami TSA-Tre Colli BTC |
| -------------------------- | -------------------------- | -------------------------- |
| Num                        | Ciclista                   | Pos                        |
| 161                        | Andrea Piras (ITA)         | DNF-3                      |
| 162                        | Thomas Pesenti (ITA)       | 53.                        |
| 163                        | Matteo Freddi (ITA)        | 110.                       |
| 164                        | Andrea Biancalani (ITA)    | DNF-2                      |
| 165                        | Michael Vanni (ITA)        | DNF-3                      |
| 166                        | Lucio Pierantozzi (ITA)    | 100.                       |
| 167                        | Alex Raimondi (ITA)        | 95.                        |

| General Store-Essegibi-F.lli Curia GEF | General Store-Essegibi-F.lli Curia GEF | General Store-Essegibi-F.lli Curia GEF |
| -------------------------------------- | -------------------------------------- | -------------------------------------- |
| Num                                    | Ciclista                               | Pos                                    |
| 171                                    | Samuele Carpene (ITA)                  | 77.                                    |
| 172                                    | Filippo D'Aiuto (ITA)                  | 98.                                    |
| 173                                    | Michele Berasi (ITA)                   | 104.                                   |
| 174                                    | Tommaso Bergagna (ITA)                 | 79.                                    |
| 175                                    | Stefano Leali (ITA)                    | 106.                                   |
| 176                                    | Lorenzo Peschi (ITA)                   | 114.                                   |
| 177                                    | Kevin Pezzo Rosola (ITA)               | 116.                                   |

| GW Shimano-Sidermec GSS | GW Shimano-Sidermec GSS   | GW Shimano-Sidermec GSS |
| ----------------------- | ------------------------- | ----------------------- |
| Num                     | Ciclista                  | Pos                     |
| 181                     | Alessandro Bisolti (ITA)  | 29.                     |
| 182                     | Jhonatan Restrepo (COL)   | 55.                     |
| 183                     | Didier Merchán (COL)      | DNF-4                   |
| 184                     | Miguel Flórez López (COL) | DNF-3                   |
| 185                     | Jonathan Guatibonza (COL) | 109.                    |
| 186                     | Andrés Mancipe (COL)      | DNF-4                   |
| 187                     | Diego Pescador (COL)      | DNF-3                   |

| MG.K Vis Colors For Peace MGK | MG.K Vis Colors For Peace MGK | MG.K Vis Colors For Peace MGK |
| ----------------------------- | ----------------------------- | ----------------------------- |
| Num                           | Ciclista                      | Pos                           |
| 191                           | Andrea Mearelli (ITA)         | DNF-3                         |
| 192                           | Lapo Gavilli (ITA)            | 117.                          |
| 193                           | Ben Granger (GBR)             | 91.                           |
| 194                           | Davide Bauce (ITA)            | 97.                           |
| 195                           | Francesco Carollo (ITA)       | 101.                          |
| 196                           | Edoardo Martinelli (ITA)      | NP-1                          |
| 197                           | Fabio Mazzucco (ITA)          | 108.                          |

| Sofer-Savini Due-OMZ SDO | Sofer-Savini Due-OMZ SDO      | Sofer-Savini Due-OMZ SDO |
| ------------------------ | ----------------------------- | ------------------------ |
| Num                      | Ciclista                      | Pos                      |
| 201                      | Emil Dima (ROU)               | DNF-2                    |
| 202                      | Lorenzo Di Camillo (ITA)      | 115.                     |
| 203                      | Hager Mesfin Andemariam (ERI) | DNF-3                    |
| 204                      | Nikiforos Arvanitou (GRE)     | 113.                     |
| 205                      | Zoltán Antal Lepold (HUN)     | 112.                     |
| 206                      | Soh Narumi (JPN)              | DNF-3                    |
| 207                      | Conor Schunk (USA)            | DNF-2                    |

| Team Technipes #inEmiliaRomagna TER | Team Technipes #inEmiliaRomagna TER | Team Technipes #inEmiliaRomagna TER |
| ----------------------------------- | ----------------------------------- | ----------------------------------- |
| Num                                 | Ciclista                            | Pos                                 |
| 211                                 | Emanuele Ansaloni (ITA)             | 81.                                 |
| 212                                 | Davide Dapporto (ITA)               | DNF-4                               |
| 213                                 | Romaric Forqués (FRA)               | DNF-3                               |
| 214                                 | Alessandro Monaco (ITA)             | 61.                                 |
| 215                                 | Martin Nessler (ITA)                | 68.                                 |
| 216                                 | Gabriele Petrelli (ITA)             | 66.                                 |
| 217                                 | Gidas Umbri (ITA)                   | DNF-3                               |

| Work Service-Vitalcare-Dynatek IWD | Work Service-Vitalcare-Dynatek IWD | Work Service-Vitalcare-Dynatek IWD |
| ---------------------------------- | ---------------------------------- | ---------------------------------- |
| Num                                | Ciclista                           | Pos                                |
| 221                                | Nicola Venchiarutti (ITA)          | 118.                               |
| 222                                | Christian Danilo Pase (ITA)        | 87.                                |
| 223                                | Samuele Mion (ITA)                 | 119.                               |
| 224                                | Giacomo Garavaglia (ITA)           | 83.                                |
| 225                                | Luca Tornaboni (ITA)               | DNF-3                              |
| 226                                | Kevin Bonaldo (ITA)                | 99.                                |
| 227                                | Filippo Dignani (ITA)              | DNF-1                              |

| Ineos Grenadiers IGD | Ineos Grenadiers IGD  | Ineos Grenadiers IGD |
| -------------------- | --------------------- | -------------------- |
| Num                  | Ciclista              | Pos                  |
| 1                    | Cameron Wurf (AUS)    | 75.                  |
| 2                    | Luke Rowe (GBR)       | 76.                  |
| 3                    | Brandon Rivera (COL)  | 28.                  |
| 4                    | Elia Viviani (ITA)    | 90.                  |
| 5                    | Michael Leonard (CAN) | 86.                  |
| 6                    | Leo Hayter (GBR)      | 5.                   |

| Astana Qazaqstan Team AST | Astana Qazaqstan Team AST   | Astana Qazaqstan Team AST |
| ------------------------- | --------------------------- | ------------------------- |
| Num                       | Ciclista                    | Pos                       |
| 11                        | Yuriy Natarov (KAZ)         | 94.                       |
| 12                        | Manuele Boaro (ITA)         | 74.                       |
| 13                        | Antonio Nibali (ITA)        | 59.                       |
| 14                        | Aleksandr Riabushenko (BLR) | 107.                      |
| 15                        | Gleb Brussenskiy (KAZ)      | DNF-2                     |
| 16                        | Christian Scaroni (ITA)     | 37.                       |
| 17                        | Igor Chzhan (KAZ)           | 49.                       |

| Bora-Hansgrohe BOH | Bora-Hansgrohe BOH     | Bora-Hansgrohe BOH |
| ------------------ | ---------------------- | ------------------ |
| Num                | Ciclista               | Pos                |
| 21                 | Matthew Walls (GBR)    | 103.               |
| 22                 | Ben Zwiehoff (GER)     | 7.                 |
| 23                 | Giovanni Aleotti (ITA) | DNF-1              |
| 24                 | Patrick Gamper (AUT)   | 48.                |
| 25                 | Luis-Joe Lührs (GER)   | 41.                |
| 26                 | Florian Lipowitz (GER) | 23.                |

| EF Education-EasyPost EFE | EF Education-EasyPost EFE | EF Education-EasyPost EFE |
| ------------------------- | ------------------------- | ------------------------- |
| Num                       | Ciclista                  | Pos                       |
| 31                        | Marc Pritzen (RSA)        | 92.                       |
| 32                        | Sean Quinn (USA)          | 8.                        |
| 33                        | James Shaw (GBR)          | 2.                        |
| 34                        | Mark Padun (UKR)          | 4.                        |
| 35                        | Georg Steinhauser (GER)   | 70.                       |
| 36                        | Ben Healy (IRL)           | 3.                        |
| 37                        | Stefan de Bod (RSA)       | 34.                       |

| Jumbo-Visma TJV | Jumbo-Visma TJV              | Jumbo-Visma TJV |
| --------------- | ---------------------------- | --------------- |
| Num             | Ciclista                     | Pos             |
| 42              | Gijs Leemreize (NED)         | 20.             |
| 43              | Milan Vader (NED)            | 21.             |
| 44              | Loe van Belle (NED)          | 52.             |
| 45              | Johannes Staune-Mittet (NOR) | 15.             |
| 46              | Thomas Gloag (GBR)           | DNF-3           |
| 47              | Tijmen Graat (NED)           | 11.             |

| Soudal Quick-Step SOQ | Soudal Quick-Step SOQ       | Soudal Quick-Step SOQ |
| --------------------- | --------------------------- | --------------------- |
| Num                   | Ciclista                    | Pos                   |
| 51                    | Josef Černý (CZE)           | 96.                   |
| 52                    | James Knox (GBR)            | 16.                   |
| 53                    | Mauro Schmid (SUI)          | 1.                    |
| 54                    | Stan Van Tricht (BEL)       | DNF-4                 |
| 55                    | Martin Svrček (SVK)         | 56.                   |
| 56                    | Rémi Cavagna (FRA)          | 38.                   |
| 57                    | William Junior Lecerf (BEL) | 39.                   |

| Team Jayco AlUla JAY | Team Jayco AlUla JAY   | Team Jayco AlUla JAY |
| -------------------- | ---------------------- | -------------------- |
| Num                  | Ciclista               | Pos                  |
| 61                   | Michael Hepburn (AUS)  | 80.                  |
| 62                   | Lawson Craddock (USA)  | 50.                  |
| 63                   | Felix Engelhardt (GER) | 12.                  |
| 64                   | Rudy Porter (AUS)      | 27.                  |
| 65                   | Jesús David Peña (COL) | DNF-4                |

| Trek-Segafredo TFS | Trek-Segafredo TFS           | Trek-Segafredo TFS |
| ------------------ | ---------------------------- | ------------------ |
| Num                | Ciclista                     | Pos                |
| 71                 | Amanuel Gebrezgabihier (ERI) | 40.                |
| 72                 | Tony Gallopin (FRA)          | 30.                |
| 73                 | Asbjørn Hellemose (DEN)      | DNF-1              |
| 74                 | Mathias Vacek (CZE)          | 36.                |
| 75                 | Natnael Tesfatsion (ERI)     | 13.                |

| Bingoal WB BWB | Bingoal WB BWB            | Bingoal WB BWB |
| -------------- | ------------------------- | -------------- |
| Num            | Ciclista                  | Pos            |
| 81             | Dimitri Peyskens (BEL)    | 58.            |
| 82             | Rémy Mertz (BEL)          | 60.            |
| 83             | Marco Tizza (ITA)         | 46.            |
| 84             | Floris De Tier (BEL)      | 18.            |
| 85             | Alexis Guérin (FRA)       | 42.            |
| 86             | Lennert Teugels (BEL)     | 35.            |
| 87             | Aaron Van der Beken (BEL) | 73.            |

| Bolton Equities Black Spoke Pro Cycling BEB | Bolton Equities Black Spoke Pro Cycling BEB | Bolton Equities Black Spoke Pro Cycling BEB |
| ------------------------------------------- | ------------------------------------------- | ------------------------------------------- |
| Num                                         | Ciclista                                    | Pos                                         |
| 91                                          | James Fouché (NZL)                          | 63.                                         |
| 92                                          | Logan Currie (NZL)                          | NP-2                                        |
| 93                                          | Ollie Jones (NZL)                           | DNF-1                                       |
| 94                                          | Josh Kench (NZL)                            | 102.                                        |
| 95                                          | Bailey O'Donnell (NZL)                      | DNF-3                                       |
| 96                                          | James Oram (NZL)                            | 64.                                         |
| 97                                          | Mark Stewart (GBR)                          | 25.                                         |

| Eolo-Kometa EOK | Eolo-Kometa EOK           | Eolo-Kometa EOK |
| --------------- | ------------------------- | --------------- |
| Num             | Ciclista                  | Pos             |
| 101             | Alessandro Fancellu (ITA) | 67.             |
| 102             | Francesco Gavazzi (ITA)   | DNF-4           |
| 103             | Álex Martín (ESP)         | 26.             |
| 104             | Davide Piganzoli (ITA)    | 22.             |
| 105             | Andrea Garosio (ITA)      | 44.             |
| 106             | Simone Raccani (ITA)      | 72.             |
| 107             | Fernando Tercero (ESP)    | 17.             |

| Green Project-Bardiani CSF-Faizanè BCF | Green Project-Bardiani CSF-Faizanè BCF | Green Project-Bardiani CSF-Faizanè BCF |
| -------------------------------------- | -------------------------------------- | -------------------------------------- |
| Num                                    | Ciclista                               | Pos                                    |
| 111                                    | Davide Gabburo (ITA)                   | 19.                                    |
| 112                                    | Luca Covili (ITA)                      | 14.                                    |
| 113                                    | Omar El Gouzi (MAR)                    | 54.                                    |
| 114                                    | Alessandro Pinarello (ITA)             | 43.                                    |
| 115                                    | Alessio Martinelli (ITA)               | 32.                                    |
| 116                                    | Alessandro Santaromita (ITA)           | 71.                                    |
| 117                                    | Henok Mulubrhan (ERI)                  | NP-5                                   |

| Israel-Premier Tech IPT | Israel-Premier Tech IPT  | Israel-Premier Tech IPT |
| ----------------------- | ------------------------ | ----------------------- |
| Num                     | Ciclista                 | Pos                     |
| 121                     | Ben Hermans (BEL)        | 24.                     |
| 122                     | Omer Goldstein (ISR)     | 51.                     |
| 124                     | Marco Frigo (ITA)        | 33.                     |
| 125                     | Alastair MacKellar (AUS) | 84.                     |
| 126                     | Nadav Raisberg (ISR)     | 82.                     |
| 127                     | Domenico Pozzovivo (ITA) | 6.                      |

| Q36.5 Pro Cycling Team Q36 | Q36.5 Pro Cycling Team Q36 | Q36.5 Pro Cycling Team Q36 |
| -------------------------- | -------------------------- | -------------------------- |
| Num                        | Ciclista                   | Pos                        |
| 131                        | Corey Davis (USA)          | 105.                       |
| 132                        | Gianluca Brambilla (ITA)   | 10.                        |
| 133                        | Marcel Camprubí (ESP)      | DNF-3                      |
| 134                        | Carl Fredrik Hagen (NOR)   | NP-2                       |
| 135                        | Walter Calzoni (ITA)       | 9.                         |
| 136                        | Cyrus Monk (AUS)           | 65.                        |
| 137                        | Antonio Puppio (ITA)       | 93.                        |

| Team Corratec COR | Team Corratec COR       | Team Corratec COR |
| ----------------- | ----------------------- | ----------------- |
| Num               | Ciclista                | Pos               |
| 141               | Veljko Stojnić (SRB)    | 85.               |
| 142               | Marco Murgano (ITA)     | 89.               |
| 143               | Stefano Gandin (ITA)    | DNF-3             |
| 144               | Charlie Quaterman (GBR) | 111.              |
| 145               | Karel Vacek (CZE)       | 78.               |
| 146               | Etienne van Empel (NED) | NP-5              |
| 147               | Valerio Conti (ITA)     | DNF-2             |

| Tudor Pro Cycling Team TUD | Tudor Pro Cycling Team TUD | Tudor Pro Cycling Team TUD |
| -------------------------- | -------------------------- | -------------------------- |
| Num                        | Ciclista                   | Pos                        |
| 151                        | Aloïs Charrin (FRA)        | 62.                        |
| 152                        | Rick Pluimers (NED)        | 47.                        |
| 153                        | Joel Suter (SUI)           | 69.                        |
| 154                        | Roland Thalmann (SUI)      | 88.                        |
| 155                        | Luc Wirtgen (LUX)          | 31.                        |
| 156                        | Hannes Wilksch (GER)       | 45.                        |
| 157                        | Fabian Weiss (SUI)         | 57.                        |

| Beltrami TSA-Tre Colli BTC | Beltrami TSA-Tre Colli BTC | Beltrami TSA-Tre Colli BTC |
| -------------------------- | -------------------------- | -------------------------- |
| Num                        | Ciclista                   | Pos                        |
| 161                        | Andrea Piras (ITA)         | DNF-3                      |
| 162                        | Thomas Pesenti (ITA)       | 53.                        |
| 163                        | Matteo Freddi (ITA)        | 110.                       |
| 164                        | Andrea Biancalani (ITA)    | DNF-2                      |
| 165                        | Michael Vanni (ITA)        | DNF-3                      |
| 166                        | Lucio Pierantozzi (ITA)    | 100.                       |
| 167                        | Alex Raimondi (ITA)        | 95.                        |

| General Store-Essegibi-F.lli Curia GEF | General Store-Essegibi-F.lli Curia GEF | General Store-Essegibi-F.lli Curia GEF |
| -------------------------------------- | -------------------------------------- | -------------------------------------- |
| Num                                    | Ciclista                               | Pos                                    |
| 171                                    | Samuele Carpene (ITA)                  | 77.                                    |
| 172                                    | Filippo D'Aiuto (ITA)                  | 98.                                    |
| 173                                    | Michele Berasi (ITA)                   | 104.                                   |
| 174                                    | Tommaso Bergagna (ITA)                 | 79.                                    |
| 175                                    | Stefano Leali (ITA)                    | 106.                                   |
| 176                                    | Lorenzo Peschi (ITA)                   | 114.                                   |
| 177                                    | Kevin Pezzo Rosola (ITA)               | 116.                                   |

| GW Shimano-Sidermec GSS | GW Shimano-Sidermec GSS   | GW Shimano-Sidermec GSS |
| ----------------------- | ------------------------- | ----------------------- |
| Num                     | Ciclista                  | Pos                     |
| 181                     | Alessandro Bisolti (ITA)  | 29.                     |
| 182                     | Jhonatan Restrepo (COL)   | 55.                     |
| 183                     | Didier Merchán (COL)      | DNF-4                   |
| 184                     | Miguel Flórez López (COL) | DNF-3                   |
| 185                     | Jonathan Guatibonza (COL) | 109.                    |
| 186                     | Andrés Mancipe (COL)      | DNF-4                   |
| 187                     | Diego Pescador (COL)      | DNF-3                   |

| MG.K Vis Colors For Peace MGK | MG.K Vis Colors For Peace MGK | MG.K Vis Colors For Peace MGK |
| ----------------------------- | ----------------------------- | ----------------------------- |
| Num                           | Ciclista                      | Pos                           |
| 191                           | Andrea Mearelli (ITA)         | DNF-3                         |
| 192                           | Lapo Gavilli (ITA)            | 117.                          |
| 193                           | Ben Granger (GBR)             | 91.                           |
| 194                           | Davide Bauce (ITA)            | 97.                           |
| 195                           | Francesco Carollo (ITA)       | 101.                          |
| 196                           | Edoardo Martinelli (ITA)      | NP-1                          |
| 197                           | Fabio Mazzucco (ITA)          | 108.                          |

| Sofer-Savini Due-OMZ SDO | Sofer-Savini Due-OMZ SDO      | Sofer-Savini Due-OMZ SDO |
| ------------------------ | ----------------------------- | ------------------------ |
| Num                      | Ciclista                      | Pos                      |
| 201                      | Emil Dima (ROU)               | DNF-2                    |
| 202                      | Lorenzo Di Camillo (ITA)      | 115.                     |
| 203                      | Hager Mesfin Andemariam (ERI) | DNF-3                    |
| 204                      | Nikiforos Arvanitou (GRE)     | 113.                     |
| 205                      | Zoltán Antal Lepold (HUN)     | 112.                     |
| 206                      | Soh Narumi (JPN)              | DNF-3                    |
| 207                      | Conor Schunk (USA)            | DNF-2                    |

| Team Technipes #inEmiliaRomagna TER | Team Technipes #inEmiliaRomagna TER | Team Technipes #inEmiliaRomagna TER |
| ----------------------------------- | ----------------------------------- | ----------------------------------- |
| Num                                 | Ciclista                            | Pos                                 |
| 211                                 | Emanuele Ansaloni (ITA)             | 81.                                 |
| 212                                 | Davide Dapporto (ITA)               | DNF-4                               |
| 213                                 | Romaric Forqués (FRA)               | DNF-3                               |
| 214                                 | Alessandro Monaco (ITA)             | 61.                                 |
| 215                                 | Martin Nessler (ITA)                | 68.                                 |
| 216                                 | Gabriele Petrelli (ITA)             | 66.                                 |
| 217                                 | Gidas Umbri (ITA)                   | DNF-3                               |

| Work Service-Vitalcare-Dynatek IWD | Work Service-Vitalcare-Dynatek IWD | Work Service-Vitalcare-Dynatek IWD |
| ---------------------------------- | ---------------------------------- | ---------------------------------- |
| Num                                | Ciclista                           | Pos                                |
| 221                                | Nicola Venchiarutti (ITA)          | 118.                               |
| 222                                | Christian Danilo Pase (ITA)        | 87.                                |
| 223                                | Samuele Mion (ITA)                 | 119.                               |
| 224                                | Giacomo Garavaglia (ITA)           | 83.                                |
| 225                                | Luca Tornaboni (ITA)               | DNF-3                              |
| 226                                | Kevin Bonaldo (ITA)                | 99.                                |
| 227                                | Filippo Dignani (ITA)              | DNF-1                              |

Convenções:
- AB-N: Abandono na etapa "N"
- FLT-N: Retiro por chegada fora do limite de tempo na etapa "N"
- NTS-N: Não tomou a saída para a etapa "N"
- DES-N: Desclassificado ou expulsado na etapa "N"

## UCI World Ranking
A Settimana Coppi e Bartali outorgou pontos para o UCI World Ranking para corredores das equipas nas categorias UCI WorldTeam, UCI ProTeam e Continental. As seguintes tabelas são o barómetro de pontuação e os dez corredores que obtiveram mais pontos:
| Posição             | 1.º | 2.º | 3.º | 4.º | 5.º | 6.º | 7.º | 8.º | 9.º | 10.º | 11.º | 12.º | 13.º-15.º | 16.º-25.º |
| Classificação geral | 125 | 85  | 70  | 60  | 50  | 40  | 35  | 30  | 25  | 20   | 15   | 10   | 5         | 3         |
| Por etapa           | 14  | 5   | 3   |     |     |     |     |     |     |      |      |      |           |           |
| Líder               | 3   |     |     |     |     |     |     |     |     |      |      |      |           |           |

| Classificação |                    |                       |       |       |       |       |
| Posição       | Ciclista           | Equipa                | Geral | Etapa | Líder | Total |
| ------------- | ------------------ | --------------------- | ----- | ----- | ----- | ----- |
| 1.º           | Mauro Schmid       | Soudal Quick-Step     | 125   | 15    | 9     | 149   |
| 2.º           | James Shaw         | EF Education-EasyPost | 85    | 3     | -     | 88    |
| 3.º           | Ben Healy          | EF Education-EasyPost | 70    | 17    | -     | 70    |
| 4.º           | Mark Padun         | EF Education-EasyPost | 60    | 3     | -     | 63    |
| 5.º           | Leio Hayter        | Ineos Grenadiers      | 50    | -     | -     | 50    |
| 6.º           | Domenico Pozzovivo | Israel-Premier Tech   | 40    | 5     | -     | 45    |
| 7.º           | Sean Quinn         | EF Education-EasyPost | 30    | 14    | -     | 44    |
| 8.º           | Ben Zwiehoff       | Bora-Hansgrohe        | 35    | -     | -     | 35    |
| 9.º           | Rémi Cavagna       | Soudal Quick-Step     | -     | 28    | 3     | 31    |
| 10.º          | Walter Calzoni     | Q36.5                 | 25    | -     | -     | 25    |